# Nishinoshima

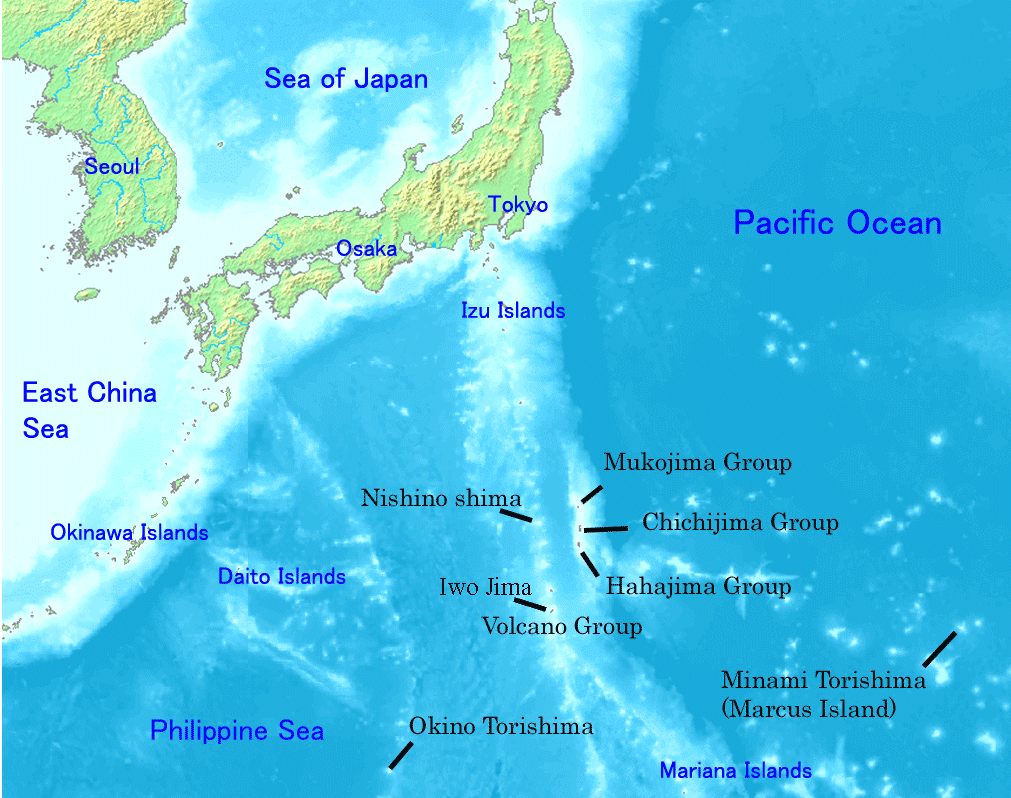
Lägeskarta

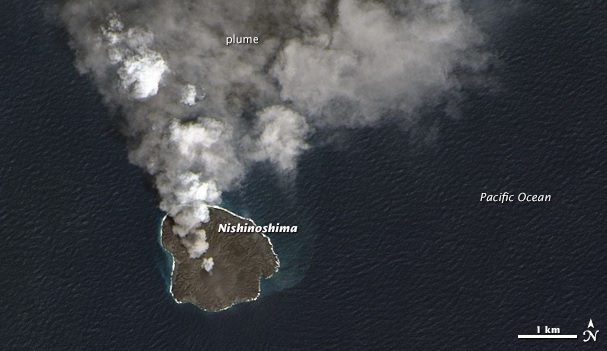
2015

Nishinoshima (japanska Nishino-shima-shintou) är en vulkanö i nordvästra Stilla havet som tillhör Japan.

## Geografi
Nishinoshima ligger cirka 150 kilometer väster om Chichi-jima och cirka 950 km söder om Honshu. Dess geografiska koordinater är 27°14′49″N 140°52′28″Ö / 27.24694°N 140.87444°Ö
Vulkanen är en aktiv undervattensvulkan med flera kratrar. Vulkantoppen når ca 40 m ö.h. och formar en ö med en yta på ca 700 m².
Förvaltningsmässigt utgör vulkanön en del av Ogasawaraöarna.

## Historia
Det senaste bekräftade utbrottet började den 12 april 1973 och skapade tre nya landområden som kring november sedan förenades med den befintliga ön.